# Baczka

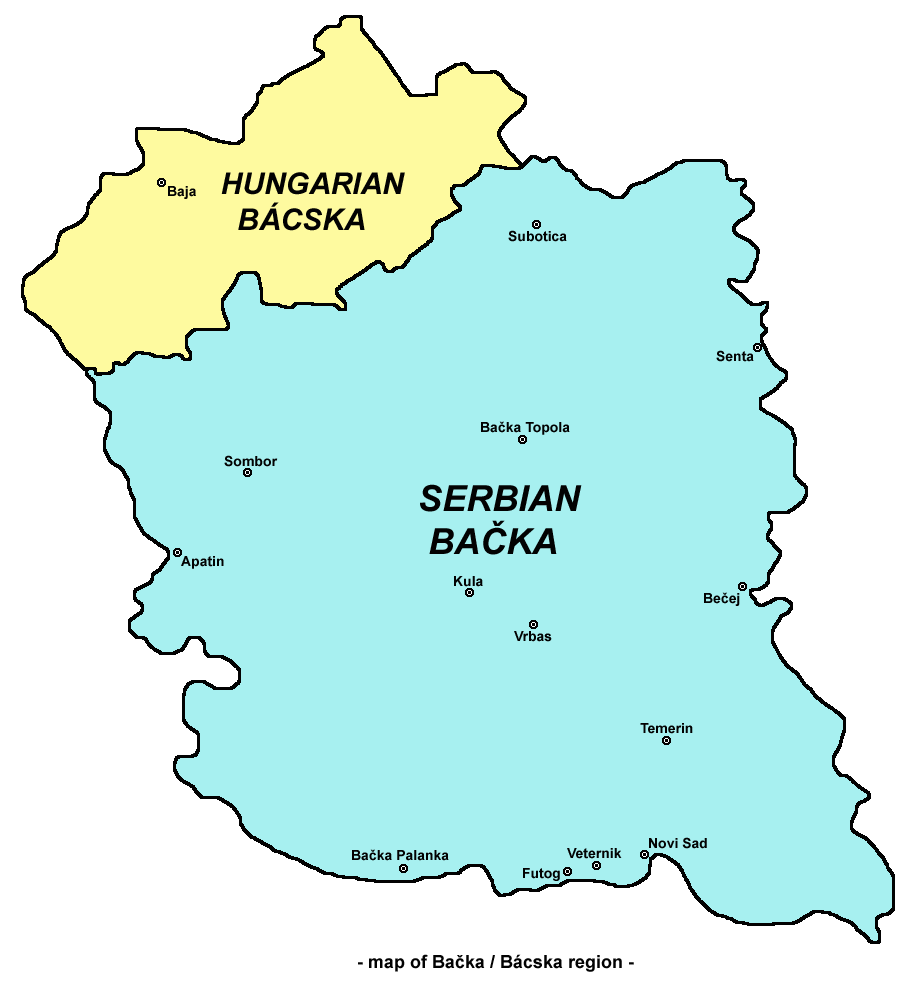
Podział Baczki pomiędzy Węgry i Serbię

Baczka (serb. Bačka, węg. Bácska, słow. Báčka, rus. Бачка) − kraina w północnej Serbii i południowych Węgrzech, część Wojwodiny położona między Dunajem i Cisą; region rolniczy.
Większe miasta: Nowy Sad (Novi Sad), Subotica.
Historia: W X w. włączona do Węgier. W XV–XVII w. pod panowaniem tureckim; następnie wróciła do Węgier; 1920 podzielona między Węgry i Królestwo SHS (późniejsza Jugosławia), w okresie II wojny światowej na krótko powróciła w granice Węgier. Nazwa regionu pochodzi od miejscowości Bač.

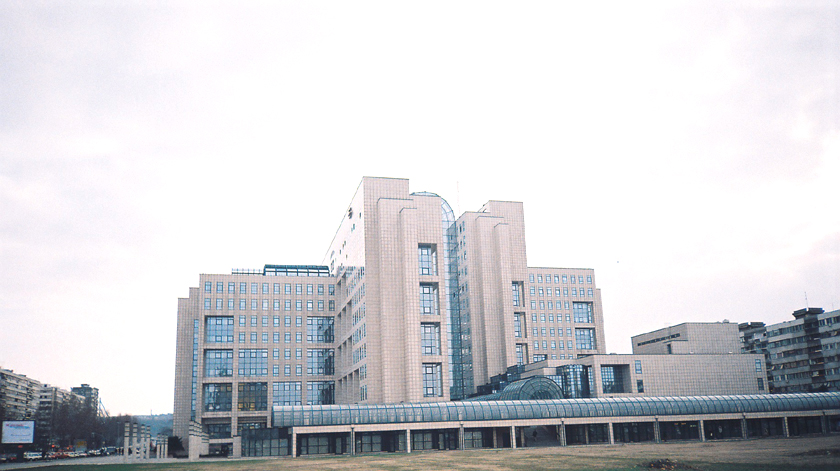
Novi Sad
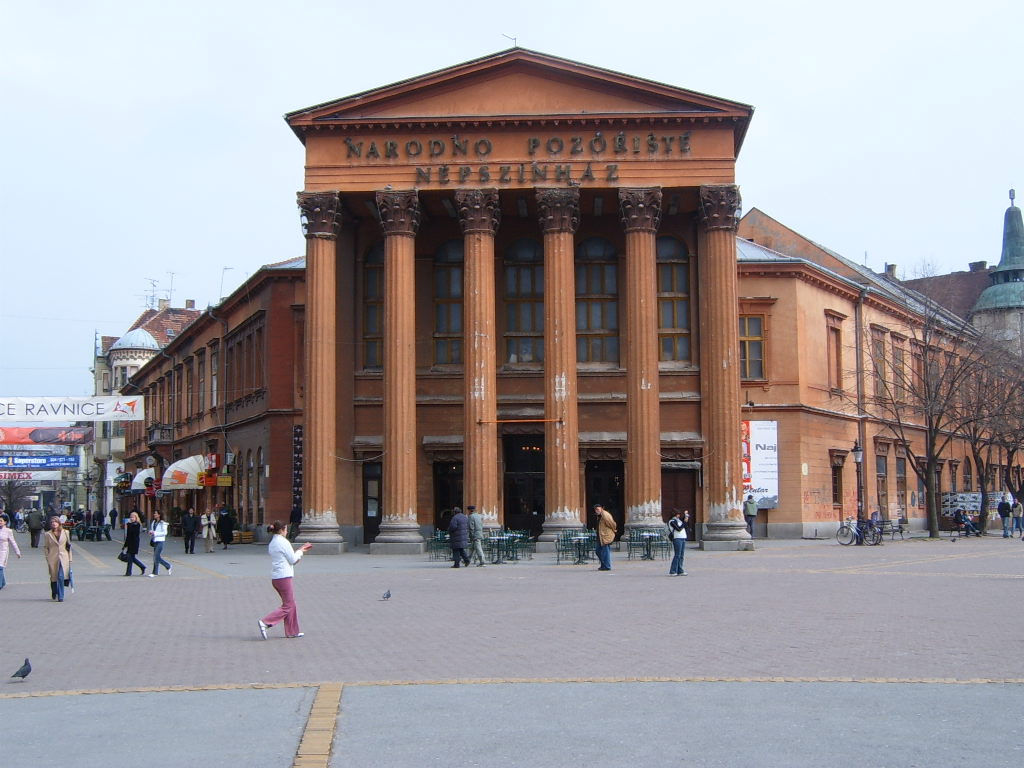
Subotica
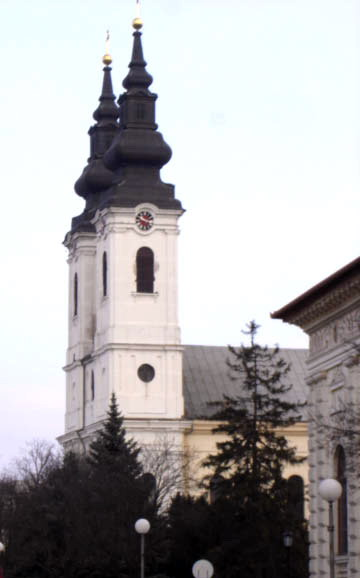
Srbobran
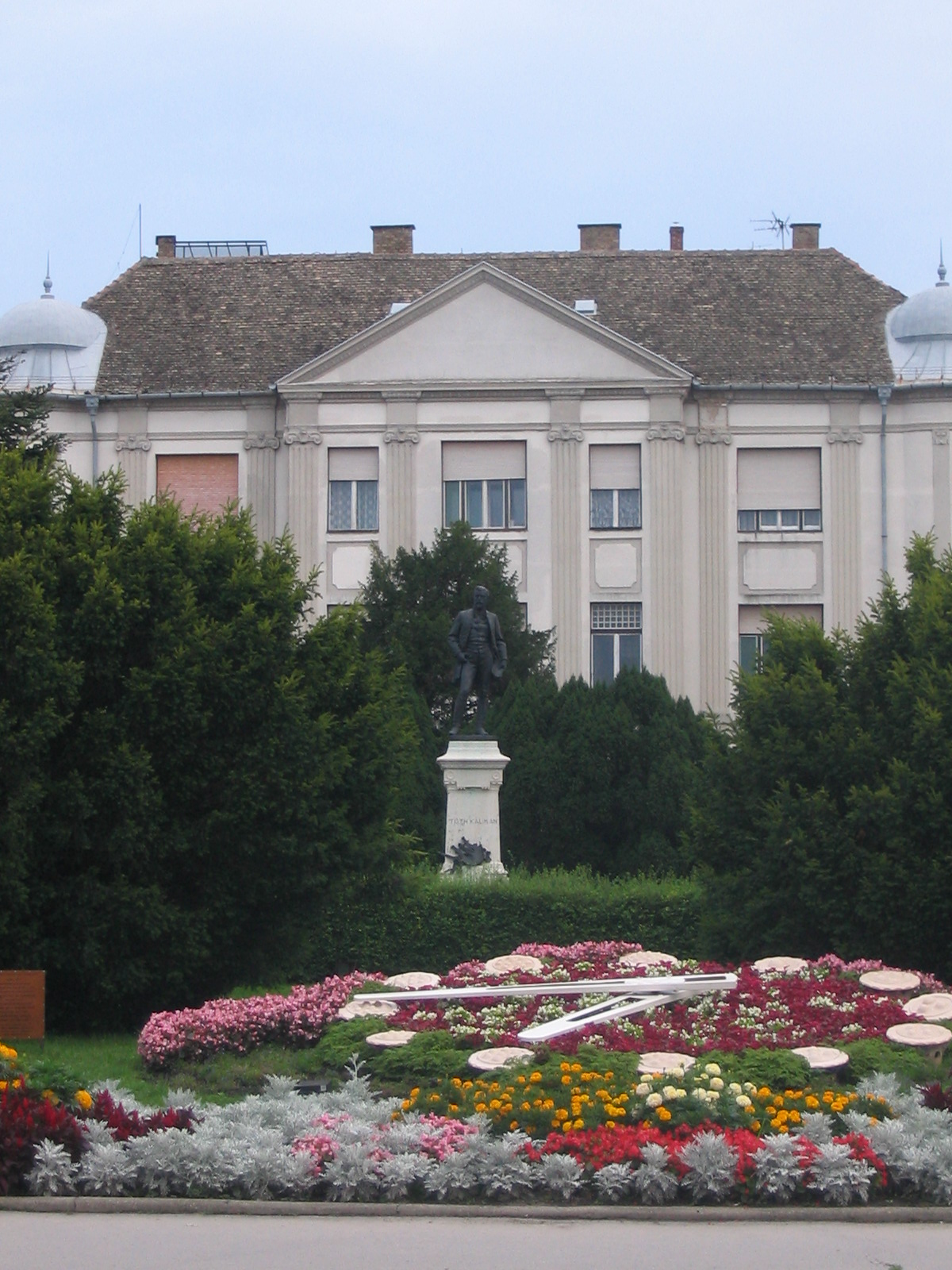
Baja
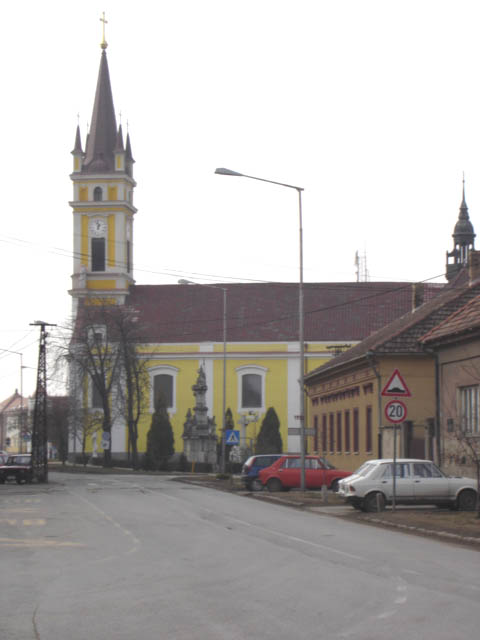
Kanjiža